# Soul Buster
Shì líng yǎnwǔ (侍灵演武S) è un manhua scritto e disegnato da Bái Māo, ispirato al classico della letteratura cinese Il romanzo dei Tre Regni e pubblicato sul sito Shàngmàn di Posts & Telecommunications Press dal 2012. Un adattamento anime, intitolato Soul Buster (侍霊演武?, Sōru Basutā) e realizzato dalla Pierrot, è stato trasmesso in Giappone tra il 4 ottobre e il 20 dicembre 2016.

## Personaggi
Son Shin (孫宸?)
Doppiato da: Takahiro Mizushima
Zhou Yu (周瑜?, Shū Yu)
Doppiato da: Rui Tanabe
Ryō Un (凌雲?)
Doppiata da: Seira Ryū
Shuijing (水鏡?, Suikyō)
Doppiata da: Yūko Sanpei

## Anime
L'adattamento anime è stato annunciato il 2 agosto 2016 e coprodotto dallo studio Pierrot e il sito web Youku Tudou. La serie televisiva, diretta da Kōbun Shizuno e Odahiro Watanabe, è andata in onda dal 4 ottobre al 20 dicembre 2016. Le sigle di apertura e chiusura sono rispettivamente Soul Buster di Ayane e My Own Life di Zwei. In Italia e nel resto del mondo, ad eccezione di Cina e Giappone, gli episodi sono stati trasmessi in streaming in versione simulcast da Crunchyroll.

### Episodi
| Nº | Titolo italiano Giapponese 「Kanji」 - Rōmaji | In onda          | In onda |
| Nº | Titolo italiano Giapponese 「Kanji」 - Rōmaji | Giapponese       |         |
| 1  | Soul Buster 「乙」 - Otome                    | 4 ottobre 2016   |         |
| 2  | Illuminazione 「了」 - Satori                 | 11 ottobre 2016  |         |
| 3  | Crepuscolo 「夕」 - Yūbe                      | 18 ottobre 2016  |         |
| 4  | Disastro 「厄」 - Wazawai                     | 25 ottobre 2016  |         |
| 5  | Punta di freccia 「矢」 - Kusabi              | 1º novembre 2016 |         |
| 6  | Barbaro 「戎」 - Ebisu                        | 8 novembre 2016  |         |
| 7  | Servitore 「臣」 - Shimobe                    | 15 novembre 2016 |         |
| 8  | Fiamma 「炎」 - Homura                        | 22 novembre 2016 |         |
| 9  | Giuramento 「契」 - Chigiri                   | 29 novembre 2016 |         |
| 10 | Divinità impetuosa 「鬼」 - Aragami           | 6 dicembre 2016  |         |
| 11 | Crollo 「崩」 - Kuzure                        | 13 dicembre 2016 |         |
| 12 | Domani 「朝」 - Ashita                        | 20 dicembre 2016 |         |